# A.D. : Anno Domini
Pour l’article homonyme, voir Anno Domini.
Jésus de Nazareth
A.D. : Anno Domini (A.D.) est une mini-série italo-américaine en six épisodes de 85 minutes réalisée par Stuart Cooper et diffusée du 31 mars au 4 avril 1985 sur le réseau NBC, et en Italie du 20 septembre au 5 octobre 1985 sur Canale 5.
Au Québec, elle a été diffusée en douze parties d'environ 45 minutes à partir du 20 septembre 1985 à la Télévision de Radio-Canada, et en France à partir du 13 juillet 1986 sur Antenne 2.
Considérée comme le troisième et dernier volet d'une trilogie de mini-séries ayant débuté avec Moïse (1974) de Gianfranco De Bosio et Jesus de Nazareth (de Franco Zeffirelli, 1977), elle reprend ici le récit des Actes des Apôtres ― livre biblique du Nouveau Testament ― en adaptant le roman d'Anthony Burgess, The Kingdom of the Wicked (1985), qui fait suite à son livre précédent, Man of Nazareth, sur lequel s'était basé le film de Zeffirelli.
Le titre original américain A.D. est l'abréviation de Anno Domini qui signifie « en l'année du Seigneur » en latin médiéval, car les événements se produisent dans les premières années de l'ère chrétienne.

## Synopsis
À Rome, sous les règnes des empereurs Tibère, Caligula, Néron et Claude, et après la crucifixion de Jésus Christ, la formation du christianisme à travers la vie et l'œuvre de saint Pierre et de saint Paul au temps de la persécution des chrétiens.
Cette série tente de s'éloigner des stéréotypes habituels liés au genre historique religieux.

## Fiche technique
- Titre italien : A.D. - Anno Domini
- Titre américain : A.D.
- Titre français : A.D. : Anno Domini
- Réalisateur : Stuart Cooper
- Scénario : Anthony Burgess et Vincenzo Labella
- Producteur :
- Musique : Lalo Schifrin
- Photographie : Ennio Guarnieri
- Montage : John A. Martinelli
- Décors :
- Lieux de tournage :
- Costumes : Enrico Sabbatini (it)
- Format : couleur - 35 mm - 1,33:1 - son : mono
- Société de production : Tarak Ben Ammar et Vincenzo Labella
- Société de distribution : NBC, Telepictures Corporation
- Pays d'origine :  Italie et  États-Unis
- Genre : biographie, drame historique, péplum
- Durée : 600 minutes (10 h)
- Dates de diffusion : 
  - États-Unis : 31 mars 1985
  - Italie : 20 septembre 1985
  - Québec : 20 septembre 1985
  - France : 13 juillet 1986

## Distribution
- Denis Quilley : saint Pierre
- John Wheatley : saint Marc, l’Évangéliste
- Joss Buckley : saint Matthieu, l'apôtre
- Davyd Harries (en) : saint Thomas
- Alan Downer : saint Barnabé
- Philip Sayer (en) : saint Paul
- Gerrard McArthur : saint Luc, l'évangéliste
- Philip Anthony : saint Jacques
- Colin Haigh : saint Jacques le Juste
- Anthony Zerbe : Ponce Pilate
- Vincent Riotta (en) : saint Étienne
- Michael Wilding Jr. (de) : Jésus-Christ
- Millie Perkins : Marie, la mère de Jésus
- Anthony Andrews : Neron
- Colleen Dewhurst : Antonia la Jeune
- Ava Gardner : Agrippine la Jeune
- David Hedison : Porcius Festus
- John Houseman : Gamaliel l'Ancien
- Richard Kiley : Claude (empereur romain)
- James Mason : Tibère
- John McEnery : Caligula
- Ian McShane : Séjan
- Jennifer O'Neill : Messaline
- Fernando Rey : Sénèque
- Richard Roundtree : Serpenius
- Susan Sarandon : Livilla
- Ben Vereen : l’Éthiopien
- Tony Vogel (en) : Aquila
- Jack Warden : Nerva
- Neil Dickson (en) : Valerius
- Chris Humphreys : Caleb
- Amanda Pays : Sarah
- Diane Venora : Corinna
- Rebecca Saire (en) : Ruth
- Tom Durham : Cléophas
- Anthony Pedley : Zachée
- Harold Kasket : Caïphe
- Ralph Arliss (en) : Samuel
- Mike Gwilym (en) : Pallas
- Bruce Winant : Seth
- Jonathan Hyde : Tigellin
- Damien Thomas (en) : Agrippa Ier
- Derek Hoxby : Agrippa II
- Angela Morant (en) : Priscille (épouse d'Aquila)
- Clive Arrindell : Cassius Chaerea
- Paul Freeman : Corneille, le centurion
- Andrea Prodan (it) : Britannicus
- Akosua Busia : Claudia Acte
- Vernon Dobtcheff : Titus Flavius Sabinus, le consul
- Jane How : Poppée
- Jonathan Tafler : Aaron
- Richard Kane : Agrippa Postumus
- Barrie Houghton : Ananie de Damas
- Maggie Wickman : Apicata
- Martin Potter : Pison, le conspirateur
- Renato Scarpa : Lucius Marinus
- Roderick Horn : Marcellus (préfet de Judée)